# Jean Picard

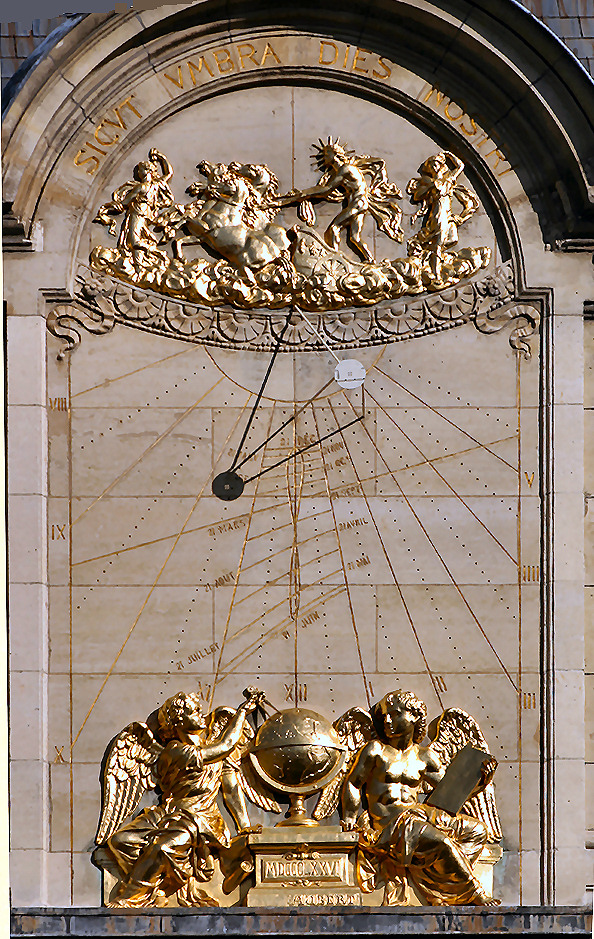
Zegar słoneczny Picarda na frontonie jednego z budynków w Sorbonie

Jean-Felix Picard (ur. 21 lipca 1620 w La Flèche, Francja, zm. 12 lipca 1682 w Paryżu) – francuski duchowny katolicki i uczony: astronom, geodeta i fizyk; pierwszy który wykonał dokładny pomiar długości łuku południka ziemskiego i na tej podstawie obliczył rozmiar Ziemi.
W 1675 wykonał pierwszą utrwaloną obserwację światła barometrycznego, pojawiającego się w próżni powyżej poziomu rtęci w poruszonym barometrze. W 1679 założył i był redaktorem „La Connaissance des temps ou des mouvements celestes”, pierwszej efemerydy astronomicznej.
Picardowi przypisuje się również wprowadzenie celownika teleskopowego i użycie zegara wahadłowego dla uzyskania większej precyzji obserwacji astronomicznych.
Jako pierwszy obliczył wymiary Ziemi z rozsądnym marginesem błędu (promień Ziemi według jego obliczeń miał 6372 km; obecny wynik to 6357 km), za co w roku 1740 uhonorowany został piramidą w Juvisy-sur-Orge. Wykonał wiele pomiarów astrometrycznych.